# 白川町立坂ノ東中学校
白川町立坂ノ東中学校（しらかわちょうりつ さかのひがしちゅうがっこう）は、かつて岐阜県加茂郡白川町にあった公立中学校。

## 概要
- 旧・武儀郡坂ノ東村の中学校であった。1950年から廃校時までは坂ノ東小学校に併設され、坂ノ東小中学校とも称した。

## 沿革
- 1947年（昭和22年）4月 - 坂ノ東村立坂ノ東中学校として開校。坂ノ東村立坂ノ東小学校の校舎の一部を仮校舎とする。
- 1948年（昭和23年）2月 - 坂ノ東小学校の隣接地に校舎が完成。
- 1950年（昭和25年） - 坂ノ東小学校との併設校となる。
- 1954年（昭和29年）4月1日 - 坂ノ東村が加茂郡白川町に編入される。同時に白川町立坂ノ東中学校に改称する。
- 1955年（昭和30年）4月1日　-白川町の校区変更により、河東地区の一部（葛牧地区）の生徒が大山中学校が坂ノ東中学校へ移る。
- 1962年（昭和37年）4月1日 - 白川町の3つの中学校（白川中〈旧〉・大山中・坂ノ東中）を統合し、白川中学校の新設により廃校。名目上の統合であり、旧・坂ノ東中学校は白川中学校坂ノ東教室となる。
- 1964年（昭和39年）4月 - 坂ノ東教室を廃止。